# Халилов, Мавлетбай Рамазанович
Мавлетбай Рамазанович Халилов (род. 2 декабря 1952, Ишимбай, Башкирская АССР) — советский российский скульптор. Заслуженный художник Республики Башкортостан (2003).

## Биография
Халилов Мавлетбай Рамазанович родился 2 декабря 1952 года в г. Ишимбае Башкирской АССР.
В 1981 году окончил художественно-графический факультет Башкирского государственного педагогического института (Башкирский государственный педагогический университет имени М. Акмуллы ). Дипломная работа в БГПУ им. М. Акмуллы — скульптура «Эсэй».
Член Союза художников РФ с 1995 года, творческого объединения «Артыш» с 1995 года.
Произведения скульптора хранятся в БГХМ им. М. В. Нестерова (Уфа), Учалинском историко-краеведческом музее (РБ), картинной галерее «Янгантау» (Салаватский р-н, курорт «Янгантау»).

## Творчество
Мраморный памятник высотой в четыре с половиной метра башкирскому поэту Назару Наджми в Дюртюлинском районе РБ, скульптурная группа «Одинокий романтик» в уфимском парке отдыха «Кашкадан».
В 2018 году совместно с Р. Ф. Габидуллиной восстановил памятник З. А. Космодемьянской в городе Ишимбае.

## Выставки
Халилов Мавлетбай Рамазанович — участник республиканских, декадных, зональных, межрегиональной, всероссийских, всесоюзных и международной выставок с 1982 года.

## Награды и звания
- Заслуженный художник Республики Башкортостан (2003)
- Лауреат премии им. Н. Наджми (2003).